# جان اوستاش
جان اوستاش (بالفرنسية: Jean Eustache)‏ (و. 1938 – 1981 م) هو ممثل، ومخرج سينمائي، وكاتب سيناريو، ومنتج أفلام من فرنسا .
توفي في باريس، عن عمر يناهز 43 عاماً.

## روابط خارجية
- جان اوستاش على موقع IMDb (الإنجليزية)
- جان اوستاش على موقع مونزينجر (الألمانية)
- جان اوستاش على موقع ألو سيني (الفرنسية)
- جان اوستاش على موقع ميوزك برينز (الإنجليزية)
- جان اوستاش على موقع أول موفي (الإنجليزية)
- جان اوستاش على موقع قاعدة بيانات الأفلام السويدية (السويدية)
- جان اوستاش على موقع قاعدة بيانات الفيلم (الإنجليزية)
- جان اوستاش على موقع كينوبويسك (الروسية)